# 이한신
이한신(1988년 2월 27일 ~ )은 대한민국의 스켈레톤 선수이다. 2014년 동계 올림픽 스켈레톤 종목에 대한민국 국가대표로 참가하였다.